# Santeri Levas
Benno Alexander "Santeri" Levas, fino al 1936 Lehmann, (Helsinki, 8 febbraio 1899 – Helsinki, 10 marzo 1987), è stato uno scrittore e fotografo finlandese, molto noto per i suoi libri sul compositore Jean Sibelius.

## Biografia
Santeri Levas nacque a Helsinki, nel Granducato di Finlandia, nel 1899, dalla famiglia di Nicolai Lehmann ed Hertta nata Piispanen. La sua carriera principale fu al servizio di Kansallis-Osake-Pankki (1923–1962) come impiegato di corrispondenza e direttore di dipartimento, ma iniziò a pubblicare sia fatti veri che narrativa, prima sotto pseudonimo, a metà degli anni '20. Levas fu educato come Master of Arts (1936) e traduttore giurato.
Levas è stato a lungo segretario privato di Jean Sibelius, dal 1938 fino alla sua morte nel 1957. Nel corso delle loro discussioni poté annotare materiale unico per una biografia del maestro, ma convennero che il libro avrebbe dovuto essere pubblicato solo dopo la morte del compositore.
Nel 1945, tuttavia, Levas pubblicò un libro fotografico sulla residenza di Sibelius, Ainola, in Järvenpää; furono pubblicate edizioni separate sia in finlandese che in svedese. La seconda edizione, Jean Sibelius and His Home, del 1955, presentava il testo in quattro lingue.
L'opera principale di Levas, la biografia in due volumi di Sibelius, fu pubblicata per la prima volta in finlandese nel 1957-1960 e tradotta in inglese come versione abbreviata, Sibelius: A Personal Portrait, nel 1972. Pubblicò anche una biografia di Clara e Robert Schumann e diversi libri di viaggio, osservando e documentando la vita nel dopoguerra in Germania e Austria, tra gli altri.
Negli anni '40 e '50 Levas era presidente della Helsinki Photographic Society, in seguito Finnish Photographic Society. Fu anche membro onorario della Fédération Internationale de l’Art Photographique e socio della Royal Photographic Society (ARPS). Le sue fotografie e scritti sono stati pubblicati in Svezia, Germania, Austria e Svizzera.
Santeri Levas morì a Helsinki all'età di 88 anni.

## Scritti
- Syntymähoroskooppi: Astrologian alkeiskirja (Horoskoopin lukeminen). Mystica, Helsinki 1925 (as Benno A. Lehmann).
- Näkymätön käskijä ja muita kertomuksia. WSOY 1928 (as Benno A. Piispanen).
- Jean Sibelius ja hänen Ainolansa. Otava 1945.
- Jean Sibelius och hans hem. Schildt 1945.
- Kameran taidetta. Edited by Santeri Levas and Arvi Hanste. Kameraseura & WSOY 1946.
- Helsinki: valoa ja varjoa. Edited by Arvi Hanste, Santeri Levas and Veli Molander. WSOY 1950.
- Suuren säveltäjän rakkaus: Robert ja Clara Schumannin elämäntarina. WSOY 1952.
- Jättiläisten jäljissä: Autolla Itävallassa ja muuallakin. WSOY 1955.
- Jean Sibelius ja hänen Ainolansa – Jean Sibelius och hans hem – Jean Sibelius and His Home – Jean Sibelius und sein Heim. (2nd edition.) Otava 1955.
- Nuori Sibelius: Jean Sibelius, muistelma suuresta ihmisestä: ensimmäinen osa. WSOY 1957.
- Järvenpään mestari: Jean Sibelius, muistelma suuresta ihmisestä: toinen osa. WSOY 1960.
- Kultaisen saaren kevät: Kirja Mallorcasta ja sen rakastavaisista. WSOY 1963.
- Ihmisiä Itämeren aurinkosaarella: Tarua ja totta Gotlannista. WSOY 1966.
- Romanttinen reitti halki Saksan: Autolla Itämereltä Baijerin alpeille.  WSOY 1971.
- Jean Sibelius. Tõlkinud L. Sarv ja L. Viiding. Eesti Raamat 1971.
- Sibelius: A Personal Portrait. Translated by Percy M. Young. J. M. Dent 1972.
- Jean Sibelius: Muistelma suuresta ihmisestä.  WSOY 1986. (Combined edition.)